# Combat interarmes
Pour un article plus général, voir Interarmes.
Le combat interarmes (ou manœuvre interarmes) est une approche de la guerre qui cherche à intégrer les différentes armes d'une armée pour obtenir des effets mutuellement complémentaires - par exemple, en utilisant l'infanterie et les blindés dans un environnement urbain dans lequel chacun soutient l'autre,.